# Барон, Анри Шарль Антуан
Анри Шарль Антуан Барон (фр. Henri Charles Antoine Baron; 23 июня 1816 , Безансон — 11 сентября 1885, Женева) — французский живописец, гравёр и рисовальщик-иллюстратор.

## Биография
Родился в еврейской семье. Учился в мастерской художника Ж. Жигу в Париже. Совершил длительное путешествие по Италии, позднее, обосновался в Париже. Дебютировал в Парижском салоне 1840 года двумя картинами: «Ателье скульптора» и «Вилла в латинской стране».
Первый большой успех имел в салоне 1845 года. Произведения А. Барона награждали золотыми медалями в Салонах в 1847, 1848, 1855 и 1867 гг. Картина «Андреа дель Сарто, рисующий Мадонну» (1847) поставила А. Барона в ряды известных художников; затем последовали «Ребенок, проданный пиратами» (1848), «Свадьба Гамаша» (1849) и много др.
В несколько аффектированной грации и произвольной манерности рисунка художника, в выборе и трактовке сюжетов сказывается влияние французского рококо. С неподдельным темпераментом и виртуозностью А. Барон рисовал итальянские жанровые сценки и картинки светской парижской жизни. Его красочная гамма богата, сочетания тонов выразительны. В 1855 году А. Барон создал три наддверных фриза в здании Министерства внутренних дел и экспонировал на Всемирной выставке того же года «Уборку винограда в Романье», а на Всемирной парижской выставке 1867 года — «Праздник св. Луки в Венеции» (1859) и «Стрельбу из лука в Тоскане» (1864).
С 1879 года постоянно экспонировал свои акварели на выставках Общества французских акварелистов. Акварели, главным образом, и создали ему имя при жизни. Иллюстрировал произведения Бальзака, Боккаччо, Л. Ариосто, Ж. Ж. Руссо, сказки Перро, приключения Телемака, Фобласа и др. Сотрудничал с журналами Magasin picturesque, Gil Blas, Roland furieux.
Создал множество литографий с собственных картин и полотен других известных художников.
Автор исторических жанровых сцен светской жизни, ориентальных и аллегорических композиций. Работы хранятся в музеях Парижа, Женевы, Лондона, Люксембурга, Шантийи, Безансона и других городов.

## Избранные картины
- «Детство Фиберы» (1841),
- «Отдых в Италии» (1842),
- «Гуси брата Филиппа Бальдуччи» (1845),
- «Официальное торжество в Тюльери»,
- «Свадьба Гамаша»,
- «Рыбная ловля»,
- «Игра на мандолине»
- «Бумажный змей» (акварель);

Гравюры
- «Детство Риберы»,
- «Эмпирик»,
- «Кондотьеры»,
- «Субретка»,
- «Мадригал»

## Галерея

Произведения Анри Шарля Антуана Барона
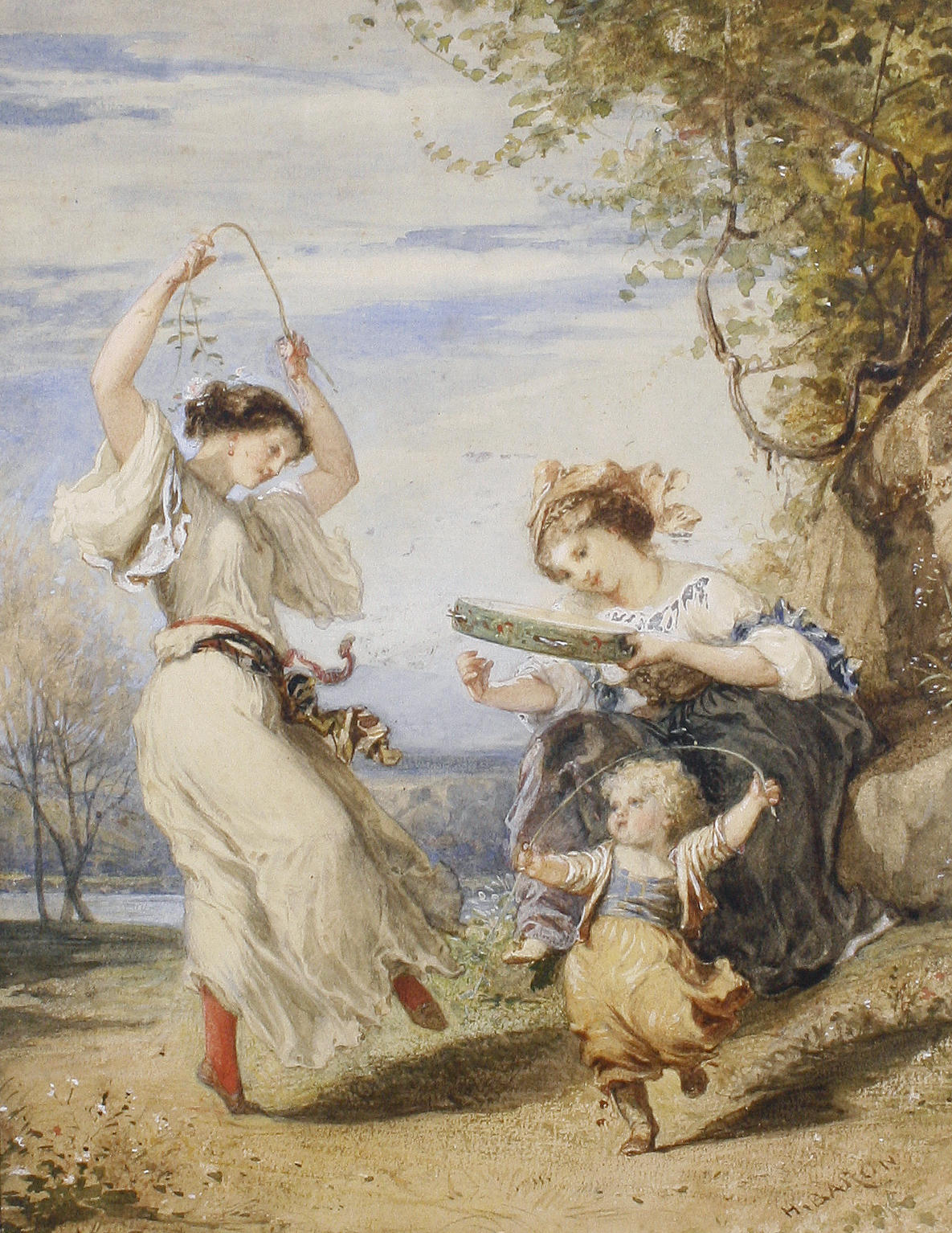
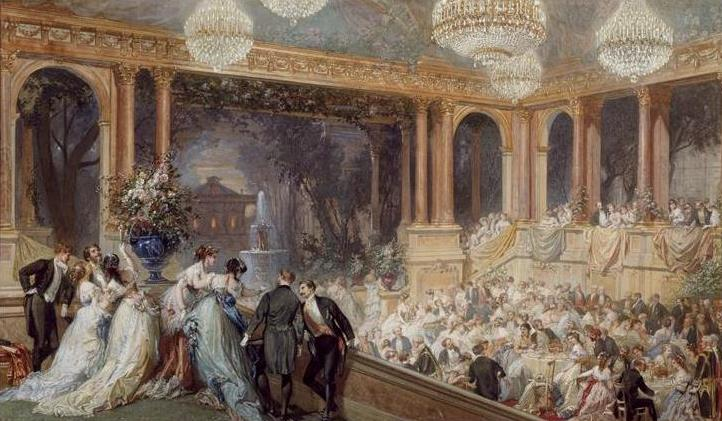
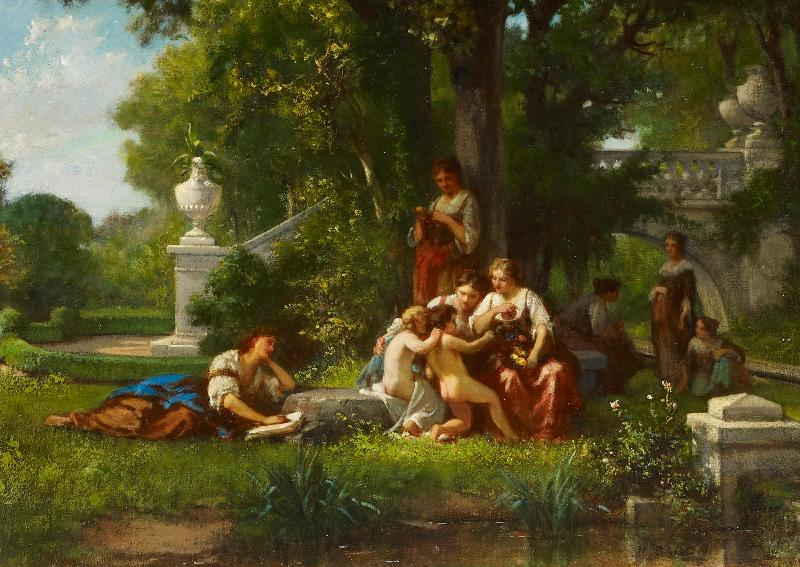
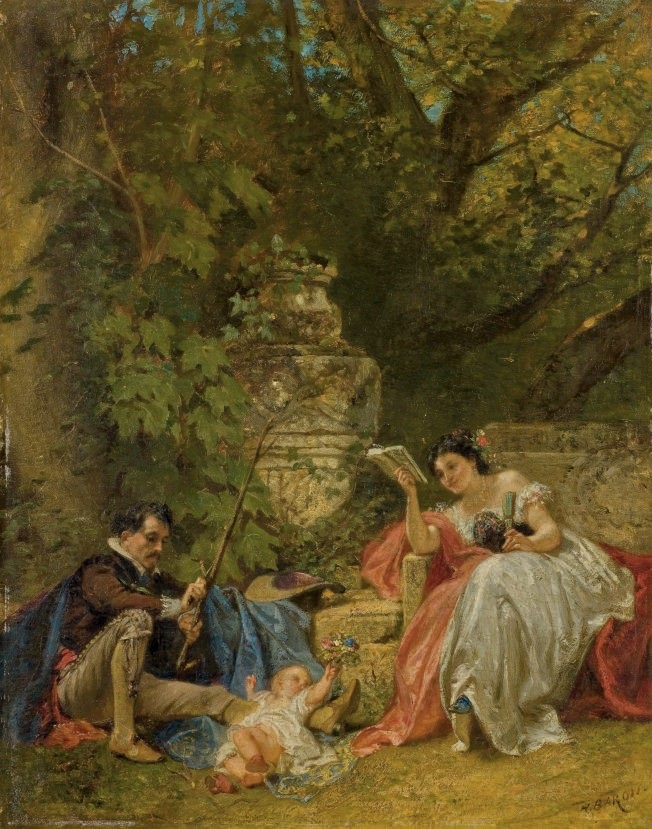
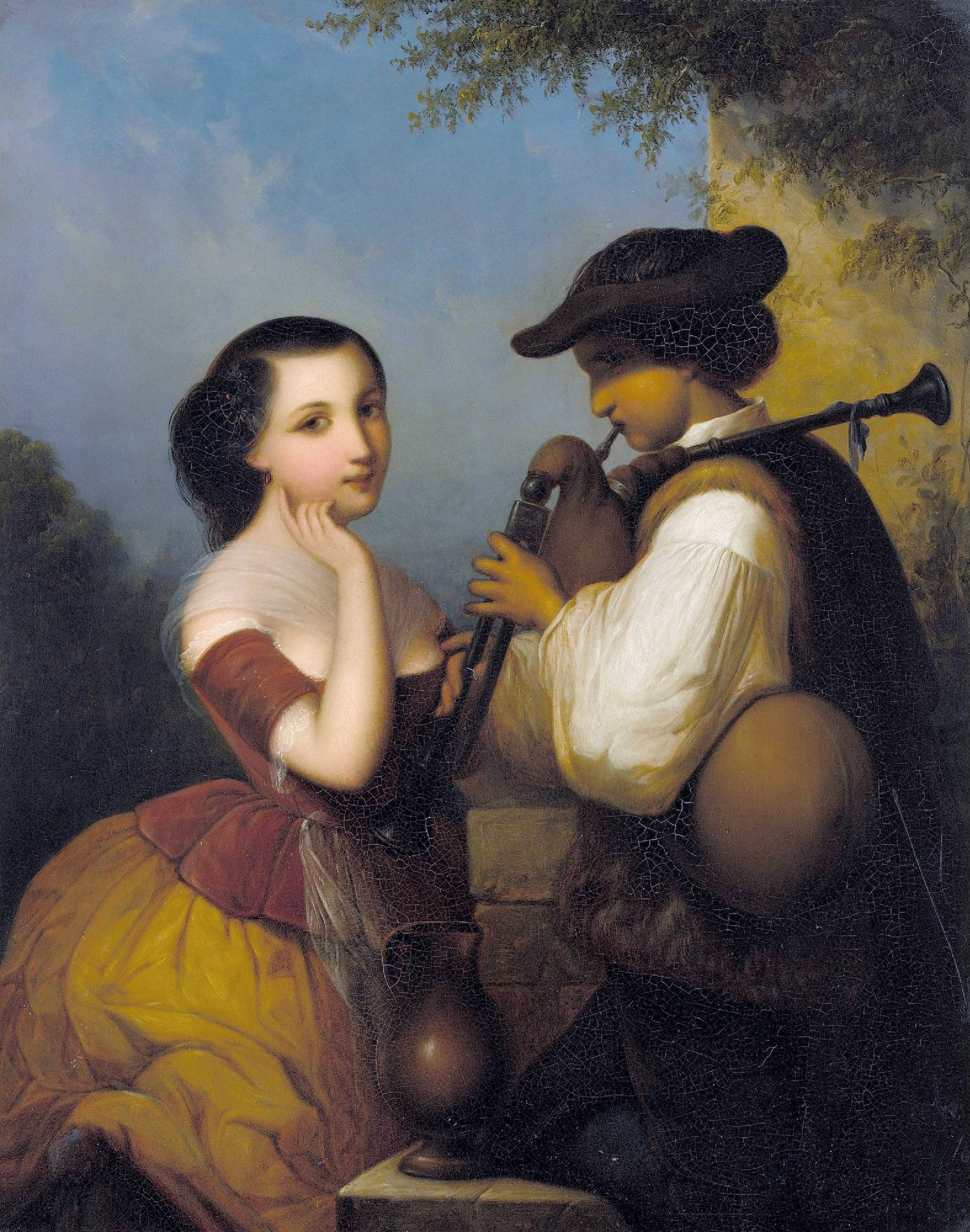
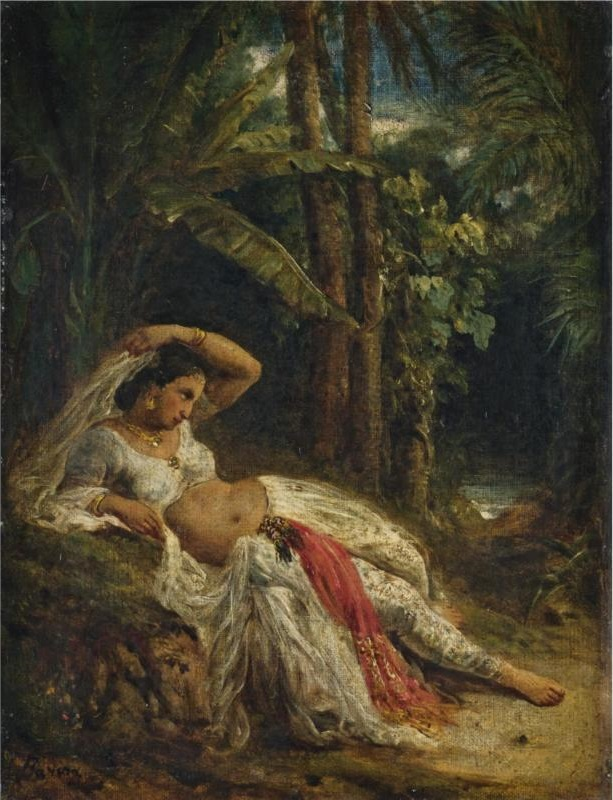
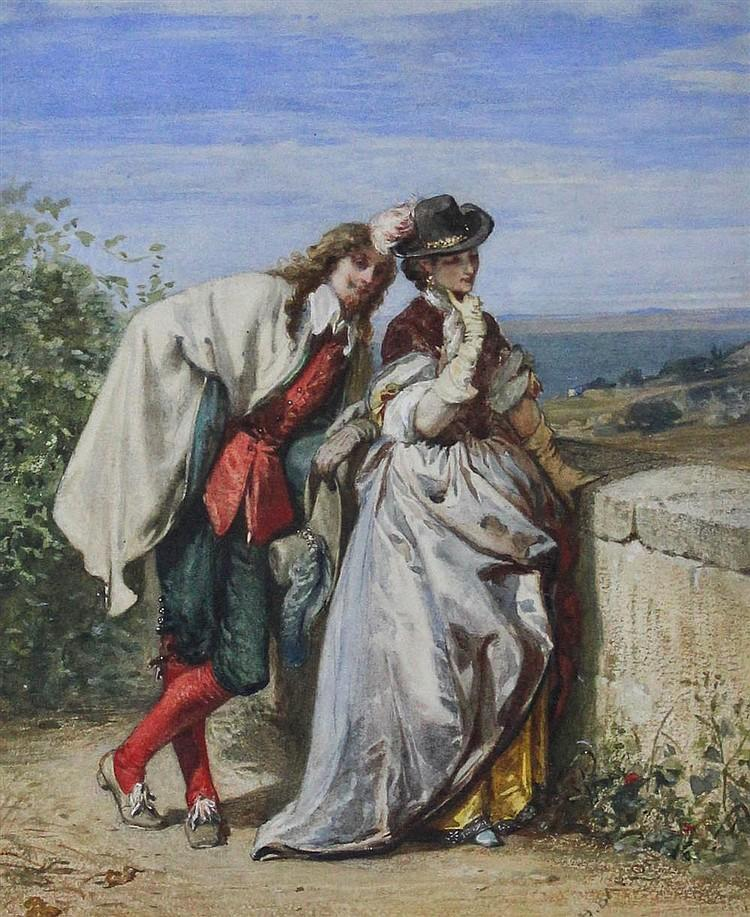
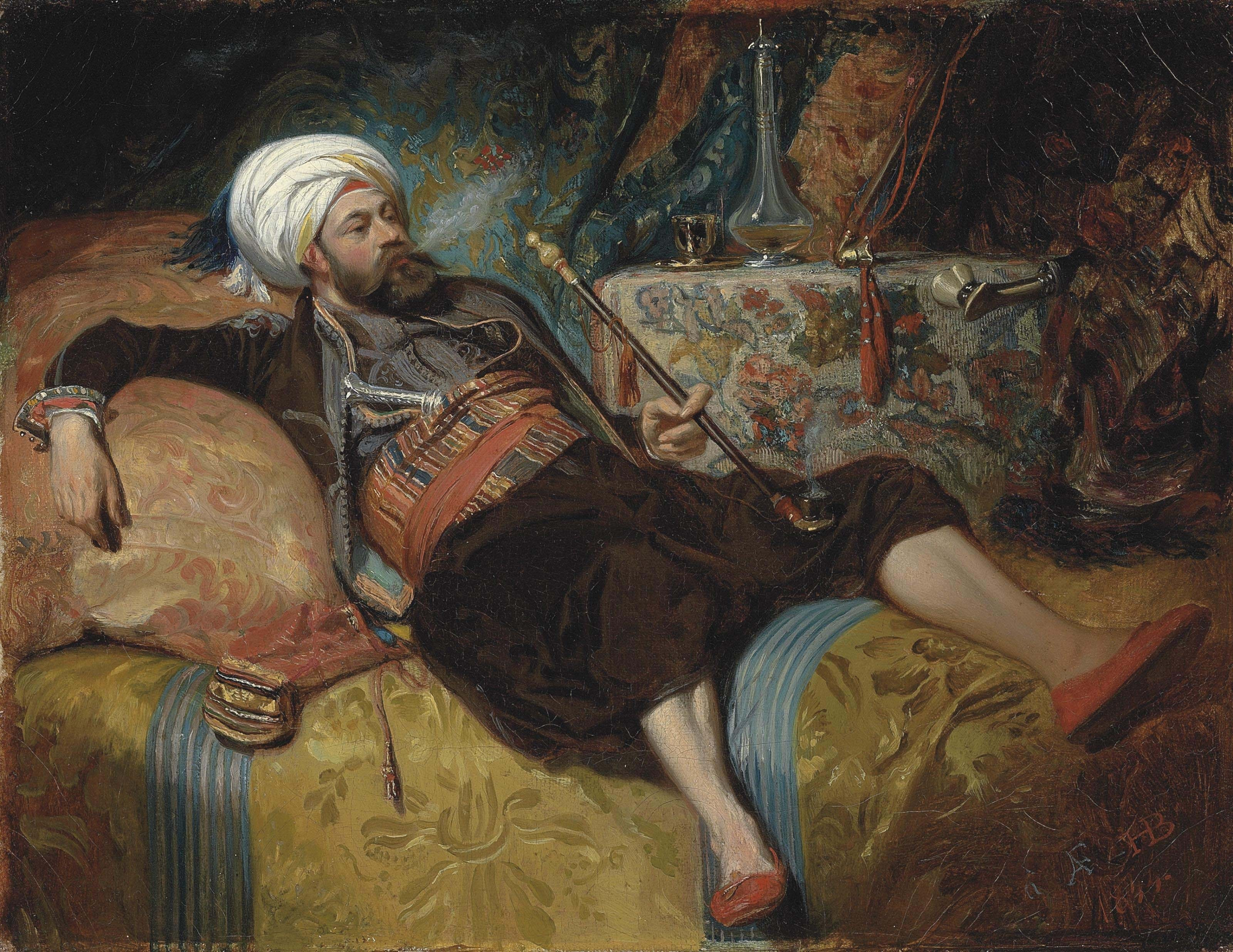
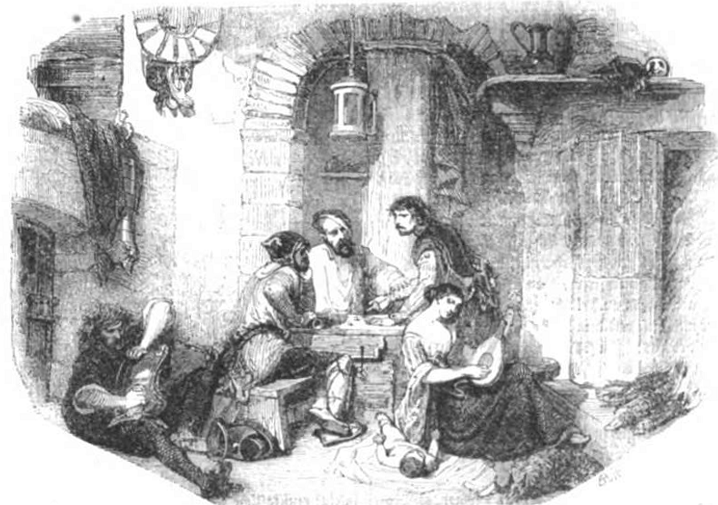